# Parc national de Kiskunság
Le  parc national de Kiskunság ou parc national de Petite Coumanie (Kiskunsági Nemzeti Park, [ˈkiʃkunʃa:gi ˌnɛmzɛti pɑɾk]) est un parc national de Hongrie. Il fut créé le 20 décembre 1974. Il protège la steppe de Bugac. Sa faune comprend des bœufs hongrois à longues cornes, des chevaux sauvages, et des oiseaux parmi lesquels la grande outarde, des cigognes et des hérons.
Il contient aussi le plus grand domaine sableux d'Europe centrale.

## Histoire
Le sable date du pléistocène, époque où le Danube recouvrait cette région. Les sables mouvants datent de 120 000 ans, et les dunes ont plus ou moins bougé depuis cette période, notamment selon les usages de la région par l'Homme.
Le parc est créé en 1974. Le site a été reconnu en tant que réserve de biosphère par l'Unesco en 1979.

## Tourisme
Le lac Kolon près de la ville d’Izsák, est célèbre pour ses tortues des marais, ses hérons, ses étendues de roseaux intacts et ses neuf espèces d’orchidées qui poussent dans les environs. Un phénomène naturel intéressant est les dunes de sable dans les environs de Fülöpháza. On dit qu’elles se déplacent dans des conditions de vent favorables.
Il y a beaucoup de sentiers touristiques, de sentiers d’étude et de belvédères, dans le parc national ; tous contribuant à une expérience unique du Kiskunság. Le principal centre d’accueil du parc national de Kiskunság, appelé la « Maison de la nature », est situé à Kecskemét.

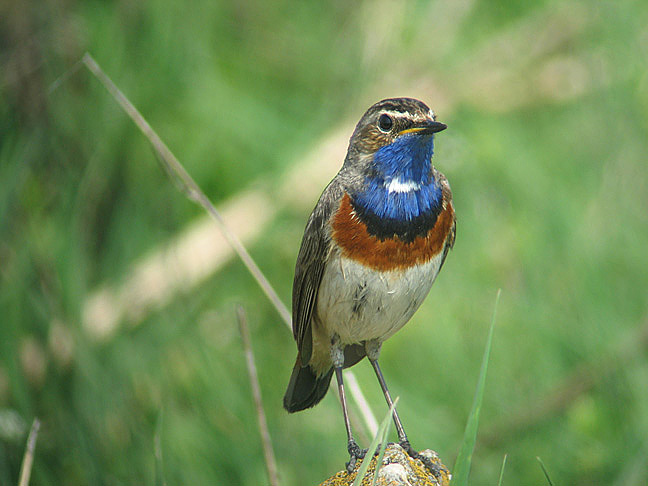